# خودپنداره

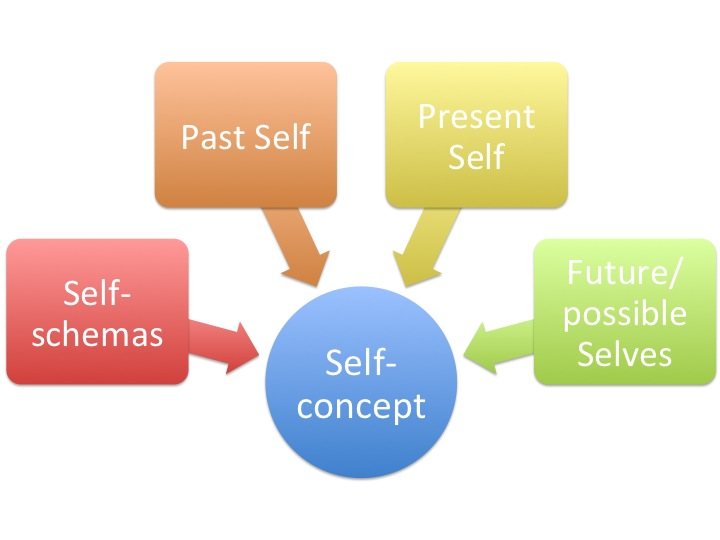
خودپنداره از خود کنونی، خود گذشته، خود آینده و طرح‌وارهٔ ذهنی فرد نسبت به خود شکل می‌گیرد.

خودپنداره یا خودادراکی و گاهی مفهوم خود (به انگلیسی: self-concept)، یکی از مفاهیم بسیار مهم در روان‌شناسی است. پنداره، به معنی گمان، خیال، فکر و اندیشه است. خودپنداره تمام آن درک و ذهنیت و احساسی است که یک فرد نسبت به خویشتن خویش دارد. این که فرد خود را در یک زمینه توانا یا ناتوان، در یک زمینه آگاه یا ناآگاه بداند و اینکه خود را نسبت به اطرافیان در چه جایگاهی بداند تشکیل‌دهنده خودپنداره فرد است.
خودپنداره با خودباوری و خودانگاره متفاوت است، خودپنداره جزء شناختی و توصیفی از شخصیت یک فرد است (مثلاً: من دونده سریعی هستم)، اما عزت نفس نوعی ارزیابی و ابراز عقیده در این باره است (مثلاً: من احساس خوبی نسبت به دونده سریع بودن دارم).
خودادراکی یکی از موضوع‌ها و زمینه‌های فلسفی است که با ادراک نفسانی و استنتاج به کار می‌رود.